# Gustavo Pittaluga
Pour les articles homonymes, voir Pittaluga.
Gustavo Pittaluga González del Campillo, plus connu sous le nom de Gustavo Pittaluga, né le 8 février 1906 à Madrid et mort dans la même ville en octobre 1975, est un compositeur, chef d'orchestre et essayiste espagnol appartenant au Groupe des Huit, un groupe d'artistes contemporains et proches des écrivains de la Génération de 27.

## Biographie
Gustavo Pittaluga est le fils du célèbre médecin italien Gustavo Pittaluga Fattorini, qui s'était installé à Madrid au début du XXe siècle et s'est naturalisé espagnol. Gustavo naît à Madrid et étudie le droit et la musique. Il est le disciple d'Óscar Esplá et est grandement influencé par Manuel de Falla, avec qui il maintient une correspondance régulière.
En 1930, il donne une conférence à la Résidence d'étudiants de Madrid qui deviendra le manifeste musical du « Grupo de Madrid » ou Groupe des Huit.
Il se marie avec l'actrice Ana María Custodio. Après la Guerre civile espagnole, il s'installe au Mexique. Il compose alors les bandes son de plusieurs films de Luis Buñuel, dont Los Olvidados — pour laquelle il est nommé, aux côtés de Rodolfo Halffter, al Premio Ariel de 1952 — et Viridiana.
En 1962, il rentre de son exil et s'installe à Madrid, où il reste éloigné de toute vie publique jusqu'à sa mort en 1975.

## Œuvre
Il a été influencé par Igor Stravinsky et le Groupe des Six français.
Pittaluga, comme d'autres membres de sa génération musicale, s'est efforcé de moderniser la musique espagnole et d'outrepasser l'influence du nationalisme, en suivant les pas de Manuel de Falla dans ses œuvres les plus avancées, comme le Concierto para clave, El retablo de maese Pedro ou Noches en los jardines de España.
Il devient l'un des plus importants représentants du néo-classicisme en Espagne.
En 1933, il sort plusieurs œuvres importantes où l'on peut noter l'influence de Falla : La romería de los cornudos, Concierto militar et Petite Suite. Le style néoclassique de Pittaluga et son goût pour la musique espagnole du XVIIIe siècle de Domenico Scarlatti ou Mateo Albéniz se manifeste dans d'autres œuvres telles que Homenaje a Mateo Albéniz pour guitare.
Il compose par ailleurs Capriccio alla romantica pour piano et orchestre, Chanson romantique et Estudio vocal.